# Juan Pablo Gil
Juan Pablo Gil Almada (Culiacán, Sinaloa; 16 de novembro de 1989), é um ator mexicano. Ficou conhecido no Brasil por interpretar o personagem León na telenovela Meu Coração É Teu.

## Biografia
Juan Pablo nasceu em Culiacán, estado de Sinaloa, no dia 16 de novembro de 1989.
Sua carreira como ator começou em 2010, quando formava parte do Centro de Educación Artística (CEA) de Televisa e se lhe apresentou a oportunidade de fazer parte do elenco da obra Todo sobre mi madre, história de Pedro Almodovar, na qual se estreou no Teatro dos Insurgentes em 2010.
Entre 2011 e 2012 realizou importantes participações nos programas unitários da Televisa. Nesses anos também fez participações nos filmes Malaventura, Nosotros los Nobles e Amor a primera visa, todos eles se estrearam em 2013.
En 2013 formou parte do elenco protagonista da segunda temporada da telenovela Niñas mal, da MTV Latinoamérica.
Em 2014 integrou o elenco da telenovela Mi corazón es tuyo, onde contracenou com Silvia Navarro, Jorge Salinas, Paulina Goto, Lisardo, entre outros.
Em 2015 integrou o elenco da novela A que no me dejas interpretando Alan Greepé.
Em 2016 participou da telenovela Las Amazonas atuando como Emiliano Guzmán. Ainda em 2016, participou da minissérie Por siempre Joan Sebastian interpretando Rodrigo Figueroa.
Em 2017, participou da telenovela El vuelo de la victoria interpretando Arturo Acevedo.

## Filmografia

### Telenovelas
| Ano       | Título                     | Personagem                                        |
| --------- | -------------------------- | ------------------------------------------------- |
| 2013      | Niñas mal                  | Alex de la Fuente                                 |
| 2014-2015 | Mi corazón es tuyo         | León González Contreras                           |
| 2015-2016 | A que no me dejas          | Alan Greepé                                       |
| 2016      | Las Amazonas               | Emiliano Guzmán Huerta                            |
| 2016      | Por siempre Joan Sebastian | Rodrigo Figueroa                                  |
| 2017      | El vuelo de la Victoria    | Arturo Acevedo Rosales                            |
| 2018-2019 | Las Buchonas               | Luciano                                           |
| 2019-2020 | El dragón                  | Jorge Garza Martínez                              |
| 2020      | Como tú no hay dos         | Adán Orozco Campos                                |
| 2021-2022 | Si nos dejan               | Francisco "Paquito" Caballero Mezquita            |
| 2022      | La herencia                | Lucas del Monte Arango                            |
| 2024-2025 | El ángel de Aurora         | Edgar Bautista Muñoz                              |
| 2025      | Me atrevo a amarte         | Gabino Mendoza García / Gabino Pérez-Soler Méndez |

### Séries de TV
| Ano  | Título                                | Capítulo                        | Personagem        |
| ---- | ------------------------------------- | ------------------------------- | ----------------- |
| 2011 | La Rosa de Guadalupe                  | Amor Ilegal                     | Irving            |
| 2012 | La Rosa de Guadalupe                  | Tuyo es mi corazón              | Noé               |
| 2012 | Como dice el dicho                    | El que se fue a la villa..      | Daniel            |
| 2012 | La Rosa de Guadalupe                  | Las Verdaderas pruebas del amor | Ramón             |
| 2012 | La Rosa de Guadalupe                  | El Precio de un error           | Adrián            |
| 2015 | La Rosa de Guadalupe                  | La música del amor              | Leonardo          |
| 2016 | Como dice el dicho                    | El que no sabe aprenderá..      | Danilo            |
| 2016 | La Rosa de Guadalupe                  | El ñoño..                       | Antonio           |
| 2020 | Decisiones: Unos ganan, otros pierden | La Venganza                     | Federico Lombardi |

### Cinema
| Ano  | Título              | Personagem             |
| ---- | ------------------- | ---------------------- |
| 2013 | Nosotros los Nobles | Carlos "Charlie" Noble |
| 2013 | Amor a Primera Visa | Manolo                 |
| 2015 | Malaventura         | Nicolás                |

### Teatro
| Ano  | Título              | Personagem |
| ---- | ------------------- | ---------- |
| 2010 | Todo sobre mi madre | Esteban    |

## Prêmios e indicações

### Prêmios Canacine
| Ano  | Categoria                 | Filme               | Resultado |
| ---- | ------------------------- | ------------------- | --------- |
| 2014 | Promessa Masculina do ano | Nosotros los Nobles | Venceu    |

### Prêmios TVyNovelas
| Ano  | Categoria           | Produção           | Resultado |
| ---- | ------------------- | ------------------ | --------- |
| 2017 | Melhor ator juvenil | Las amazonas       | Indicado  |
| 2015 | Melhor ator juvenil | Mi corazón es tuyo | Indicado  |

### Kids Choice Awards México
| Ano  | Categoria                 | Indicado       | Resultado |
| ---- | ------------------------- | -------------- | --------- |
| 2015 | Melhor revelação favorita | Juan Pablo Gil | Indicado  |